# Cubatyphlops contorhinus
Cubatyphlops contorhinus är en ormart som beskrevs av Thomas och Hedges 2007. Cubatyphlops contorhinus ingår i släktet Cubatyphlops och familjen maskormar. Inga underarter finns listade i Catalogue of Life.
Denna orm förekommer endemisk i en liten region på östra Kuba. Exemplar hittades intill en flod i torra buskskogar med taggiga växter. Honor lägger antagligen ägg.
Det är inget känt om populationens storlek och möjliga hot. Kanske påverkas beståndet negativ av orkaner. IUCN listar arten med kunskapsbrist.